# Павло (Валуйський)
Архієпископ Павло, (в миру Роман Дмитрович Валуйський, нар. 30 червня 1977, Ровеньки, Ворошиловоградська (Луганська) область, Українська РСР, СРСР)  — архієрей Української православної церкви (Московського патріархату), архієпископ, доктор богослов'я
Тезоіменитство — 12 липня (29 червня за старим стилем в день пам'яті первоверховних апостолів Петра та Павла).
Народився 30 червня 1977 року в м. Ровеньки Луганської (тоді — Ворошиловоградської області в сім'ї робітників.
Хрещений в 1979 році у Свято-Микільському храмі м. Ровеньки.
З 1984 по 1994 рік навчався у Кленівській середній школі, яку закінчив із золотою медаллю. У той самий час був парафіянином Свято-Микільского храму м. Ровеньки.
У 1994 році, після закінчення школи, вступив до Луганського державного медичного університету. Того ж року став парафіянином Свято-Миколо-Преображенського кафедрального собору м.Луганськ.
У 1997 році ніс послух читця у Свято-Петро-Павлівському кафедральному соборі м. Луганськ.
2 липня 1997 р. архієпископом Луганським і Старобільським Іоанникієм був висвячений в сан диякона, а 7 липня того ж року — в сан священника, був направлений на пастирське служіння у Свято-Скорбященський жіночий монастир Луганської єпархії.
3 січня 1998 року був пострижений у чернецтво з нареченням імені Павел на честь св. апостола Павла.
З 1997 по 2001 рік заочно навчався в Київській духовній семінарії.
У 2000 році був направлений на пастирське служіння у Свято-Успенський храм с. Верхній Мінченок Станично-Луганського благочиння, де створюється невелика жіноча громада з монастирським укладом життя сестер.
17 січня 2003 року був направлений на пастирське служіння у Свято-Різдва-Богородичну парафію села Красний Деркул.
12 квітня 2003 року зведений у сан ігумена. Того ж часу збирав відомості про подвижників і репресованих священнослужителів Луганщини, що лягли в основу життєпису прославлених у лику святих УПЦ: св. прав. Димитрія Горського і св. блаж. Параскеви Старобільської.
10 грудня 2006 року був нагороджений хрестом із прикрасами.
З 2007 по 2011 рік навчався в Луганському богословському університеті (ЛБУ), який закінчив з відзнакою і отримав кваліфікацію бакалавра. У 2012 році продовжив навчання в ЛБУ, отримав кваліфікацію магістра богослов'я. З 2011 року став викладачем ЛБУ, а в 2013 році був затверджений проректором із навчальної роботи ЛБУ.
12 квітня 2009 року возведений у сан архімандрита.
У 2010—2013 роках був членом Єпархіальної ради Луганської єпархії, з 2012 по 2014 рік був членом Громадської Ради при Луганській ОДА, з 2010 року по 2014 очолював єпархіальний відділ соціального служіння і благодійності.
У 2016 році в Луганському Богословському Університеті захистив докторську дисертацію і отримав науковий ступінь доктора богослов'я.
24 березня 2017 року нагороджений другим хрестом із прикрасами.
6 грудня 2019 року Священний cинод УПЦ (МП) обрав архімандрита Павла єпископом Біловодський, вікарієм Луганської єпархії
9 грудня 2019 року була звершена архієрейська хіротонія у храмі на честь прп. Антонія і Феодосія Свято-Успенської Києво-Печерської Лаври.
Богослужіння очолив митрополит Київський і всієї України Онуфрій (Березовський). Йому співслужили митрополити Вишгородський і Чорнобильський Павел (Лебідь), Луганський і Алчевський Митрофан (Юрчук), Бориспільський і Броварський Антоній (Паканич), Дніпропетровський і Павлоградський Іриней (Середній), Тульчинський і Брацлавський Іонафан (Єлецьких), Тернопільський і Кременецький Сергій (Генсицький), Миколаївський і Очаківський Питирим (Старинський), Білоцерківський і Богуславський Августин (Маркевич), Поліський і Сарненський Анатолій (Гладкий), Херсонський і Таврійський Іоан (Сіопко), Чернігівський і Новгород-Сіверський Амвросій (Полікопа), Могилів-Подільський і Шаргородський Агапіт (Бевцик), Харківський і Богодухівський Онуфрій (Легкий), Почаївський Володимир (Мороз), Чернівецький і Буковинський Мелетій (Єгоренко), Ізюмський і Куп'янський Єлисей (Іванов), Уманський і Звенигородський Пантелеймон (Луговий), Сєверодонецький і Старобільський Никодим (Барановський), Ніжинський і Прилуцький Климент (Вечеря), Вінницький і Барський Варсонофій (Столяр), архієпископи Шумський Йов (Смакоуз), Гурій (Кузьменко), Бучанський Пантелеймон (Бащук), Яготинський Серафим (Дем'янів), Городницький Олександр (Нестерчук), Новомосковський Євлогій (Пацан), Боярський Феодосій (Снігірьов), Банченський Лонгін (Жар), Фастівський Даміан (Давидов), Олександрійський і Світловодський Боголеп (Гончаренко), єпископи Шепетівський і Славутський Євсевій (Дудка), Іванківський Кассіан (Шостак), Хотинський Веніамін (Міжінський), Гостомельський Тихон (Софійчук), Баришівський Віктор (Коцаба), Білогородський Сильвестр (Стойчев), Ладижинський Сергій (Аніцой), Дубенський Пимен (Воят), Переяслав-Хмельницький Діонісій (Пилипчук), Петропавлівський Андрій (Васілашку), Згурівський Амвросій (Вайнагій) та духовенство Києво-Печерської Лаври.
17 серпня 2022 року возведений в сан архієпископа.